# La leyenda del Escanyapobres
La leyenda de Escanyapobres (Escanyapobres en catalán) es una película catalana en idioma catalán de western y drama de época de 2024, dirigida por Ibai Abad, quien la coescribió con Elisenda Gorgues, basada libremente en la novela L’Escanyapobres de Narcís Oller. Está protagonizada por Àlex Brendemühl y Mireia Vilapuig. Se estrenó en el BCN Film Fest el 20 de abril de 2024, y luego se estrenó en cines españoles el 29 de noviembre de 2024, con distribución de Carácter Films.

## Reparto
- Àlex Brendemühl como Oleguer
- Mireia Vilapuig como Cileta
- Laura Conejero como Tuïes
- Quim Ávila como Eloi
- Juli Mira como Don Magí
- Boris Ruiz como Pere
- Domènec de Guzmán como Alfredo
- Francesc Marginet como Pau
- Pep Molina como Carles
- Biel Costa como Toto
- Enric Juezas como Sisco
- Alfred Picó como Manel
- Marc Tarrida como Noi 1
- Abel Reyes como Noi 2
- Ricardo Català como Capellà
- Carlus Fàbrega como Venedor
- Núria Deulofeu como Dona Bodeguer
- Guillem Santamaría Motis como Maquinista

## Producción
El 21 de marzo de 2022, se anunció que la película L'Escanyapobres había comenzado su rodaje bajo la dirección de Ibai Abad, con Àlex Brendemuhl, Mireia Vilapuig, Quim Áliva y Laura Conejero en su reparto.  El rodaje de la película tuvo lugar en las localidades de Muchamiel, Crevillente, Salás del Pallars, La Saira, Calaf y Mora la Nueva. El rodaje de la película concluyó el 12 de abril de 2024. En algún punto de la producción, el nombre de la película cambió de L'Escanyapobres a Escanyapobres.
Aunque se desconoce el presupuesto completo de la película, Escanyapobres recibió 750.000 euros procedentes de la Generalidad de Cataluña.

## Lanzamiento y marketing
La leyenda del Escanyapobres tuvo su estreno mundial en el BCN Film Fest el 20 de abril de 2024. En octubre de 2024, Carácter Films lanzó el tráiler de la película y programó su estreno en cines españoles para el 29 de noviembre de 2024.